# CrimOr
CrimOr, acronimo di Criminalità Organizzata, è la 1ª Sezione del 1º Reparto del R.O.S. - Raggruppamento Operativo Speciale dell'Arma dei Carabinieri, quale nucleo "da impiegare in servizio provvisorio di lunga durata".
Nell'attuale organizzazione del Raggruppamento operativo speciale, questa Sezione viene ancora comunemente chiamata "CrimOr" in ricordo dell'Unità costituita dal capitano Ultimo agli inizi degli anni '90 e che, tra i tanti successi sul fronte della lotta alla criminalità organizzata, portò alla cattura del superlatitante di cosa nostra Salvatore Riina.

## Storia
Tra il 1991 e il 1992 la Sezione opera a Milano e viene trasferita a Palermo nel settembre 1992 su disposizione dell'allora comandante del I Reparto del ROS, colonnello Mario Mori.
La squadra, creata e comandata dal Capitano Sergio De Caprio "Ultimo", aveva come compiti operativi il contrasto alla criminalità organizzata mediante l'analisi ed il raccordo informativo, nonché il supporto tecnico-logistico alle attività investigative ed in particolare la ricerca e la cattura di primari latitanti della criminalità organizzata.
La direzione e metodologia delle indagini erano da considerarsi derivanti dal tipo di investigazioni svolte dall'allora colonnello Carlo Alberto Dalla Chiesa durante il suo mandato nella lotta al terrorismo in Italia negli anni '70.
L'azione più prestigiosa dell'Unità CRIMOR fu l'arresto a Palermo, il 15 gennaio 1993, del boss di Cosa nostra Salvatore Totò Riina detto anche "il Capo dei capi".
Bersaglio di pesanti accuse, l'Unità fu fortemente ridimensionata il 20 settembre 1997 tanto da fare presagire il suo scioglimento. Tuttavia, la 1ª Sezione del 1º Reparto del ROS è rimasta sempre operativa in Sicilia ed ha mantenuto, usandolo tuttora, il nome ed il distintivo CrimOr, raccogliendo così l'eredità dei colleghi della prima ora.
L'accusa lanciata a De Caprio, noto anche come Capitano "Ultimo", e al generale Mori, di favoreggiamento mafioso in merito alla mancata perquisizione del covo di Salvatore Riina, nacque da una dichiarazione spontanea dello stesso Salvatore Riina e da dichiarazioni di alcuni giornalisti. Il 3 febbraio 2006 la 3ª Sezione del Tribunale di Palermo assolse il Capitano "Ultimo" perché "il fatto non costituisce reato", e ad aprile del 2023 tutti gli ufficiali del Ros accusati di favoreggiamento nel processo della cosiddetta "trattativa Stato-mafia" vennero definitivamente assolti dalla Corte di Cassazione da ogni accusa .
Esattamente 30 anni dopo la cattura di Riina, il 16 gennaio 2023 l'Unità CrimOr ha catturato anche il superlatitante Matteo Messina Denaro, ultimo dei capi mafiosi dell'epoca stragista e fedelissimo alleato dei corleonesi. La Crimor era comandata dal Maggiore "Ulisse" il quale nel 2016, prima di comandare la Sezione, aveva avuto un ruolo centrale anche nella cattura dell'ex latitante di 'ndrangheta Ernesto Fazzalari, all'epoca il criminale più ricercato in Italia dopo Messina Denaro.
Il 31 gennaio ed il 1 febbraio 2024 la Crimor si è resa nuovamente protagonista in un'altra brillante operazione di Polizia catturando all'estero, quasi contemporaneamente, i latitanti  Gianluigi Troiano e Marco Raduano, entrambi considerati elementi di spicco della mafia garganica ed inseriti nell'elenco Europol dei 100 criminali ricercati più pericolosi d'Europa. Troiano era latitante dal 2021 ed è stato scovato a Grenada in Spagna a fine gennaio del 2024. Raduano era evaso in maniera eclatante dal carcere sardo di massima sicurezza a Badu e Carros il 24 febbraio 2023 ed è stato poi arrestato in Corsica. 
Tra i componenti più illustri della Crimor si annovera il Maresciallo Filippo Salvi, nome di battaglia "RAM", originario della bergamasca e deceduto in servizio a Bagheria il 13 luglio 2007, successivamente decorato con la Medaglia d'oro al Valore dell'Arma dei Carabinieri.
Le particolari ed avanzate metodologie investigative e tecniche operative impiegate dalla Crimor costituiscono un'eccellenza della polizia giudiziaria italiana.

## Componenti all'epoca della costituzione della Crimor
L'Unità attualmente conta una trentina di effettivi. Di seguito i nomi di “battaglia” di alcuni componenti storici e la loro destinazione dopo la Crimor:
- "Alchimista": congedato.
- "Androide": congedato.
- "Arciere": vicebrigadiere proveniente da una stazione carabinieri di Milano, allo scioglimento dell'Unità fu trasferito alla "Territoriale" di Pinerolo, congedato.
- "Artista": carabiniere ausiliario creatore/disegnatore del logo. Congedato.
- "Aspide": congedato.
- "Barbaro": allo scioglimento dell'Unità si congedò.
- Capitano "Ultimo": allo scioglimento dell'Unità CRIMOR fu trasferito al N.O.E. - Nucleo operativo ecologico.
- "Coppola": allo scioglimento dell'Unità si congedò.
- "Daygoro", allo scioglimento dell'Unità si congedò.
- "Freccia": allo scioglimento dell'Unità si congedò.
- "Falco”: Congedato. Allo scioglimento dell'Unità passò ai servizi segreti.
- “Gladio”: Congedato. Partecipò fisicamente alla cattura di  “Totò” Rina assieme a  Vichingo, Ultimo, Nello, Freccia, Arcere e Omar.
- "Nebbia": allo scioglimento si congedò e passò ai servizi segreti.
- "Nello": allo scioglimento dell'Unità fu trasferito alla "Territoriale" di Novara, congedato.
- "Ninja": allo scioglimento dell'Unità fu trasferito alla "Territoriale" di Roma.
- "Omar": allo scioglimento dell'Unità fu trasferito alla "Territoriale" di Cagliari, congedato con il grado di maresciallo[7].
- "Ombra": allo scioglimento dell'Unità fu trasferito alla "Territoriale" di Milano, congedato.
- "Oscar": allo scioglimento dell'Unità fu trasferito alla "Territoriale" di Varese, congedato.
- "Parsifal": deceduto per malattia prima dello scioglimento dell'Unità.
- "Petalo": congedato.
- "Pirata": allo scioglimento dell'Unità fu trasferito alla Direzione investigativa antimafia, congedato.
- "Pluto": allo scioglimento dell'Unità si congedò.
- "Scorpione": congedato.
- "Serpico": congedato.
- "Sirio": congedato.
- "Solo": allo scioglimento dell'Unità si congedò.
- "Tempesta": allo scioglimento dell'Unità fu trasferito in altra forza militare.
- "Vichingo": allo scioglimento dell'Unità fu trasferito alla "Territoriale" di Asti, congedato.
- "Zingaro": congedato.

## Insegna
Per quanto riguarda la nascita dell'insegna di reparto, il cobra attorcigliato alla granata, Il capitano Ultimo, nella fase di costituzione del reparto, chiese a un carabiniere ausiliario (“Artista”) , laureato in architettura, di creare uno stemma apposito.

## Cultura di massa
A Ultimo e alla Crimor sono state dedicate le seguenti opere:
- Ultimo - Il capitano che arrestò Salvatore Totò Riina - Romanzo
- Ultimo - Miniserie televisiva - 1998
- Ultimo - La sfida - Miniserie televisiva - 1999
- Ultimo - L'infiltrato - Miniserie televisiva - 2004
- Ultimo - L'occhio del falco - Miniserie televisiva - 2011
- Mafia e dintorni - Ultimo il capitano - Documentario - 2021
- Ultimo - Operazione Cobra - Miniserie televisiva - 2018[8]
- "La cattura – Caccia a Matteo Messina Denaro" - Documentario - 2023